# Krauser
Krauser is een Duits bedrijf dat zich in het verleden bezighield met de bouw van motorfietsen.
Krauser werd opgericht door voormalig zandbaanrenner Michael "Gigi" Krauser. Hij bemoeide zich door de jaren heen met diverse wegraceklassen, met name zijspannen, 80cc, 250cc en 350cc, zowel als constructeur en als sponsor.  
Zo nu en dan bouwde hij producten voor BMW of op basis van BMW's, zoals vierklepskoppen voor de boxermotoren en een complete motorfiets, de MKM (Mike Krauser München) 1000. Het Domani-zijspanproject bereikte in eerste instantie het productiestadium niet, hoewel er toch enkele tientallen gebouwd werden. Tegenwoordig worden echter weer Domani's geproduceerd, met het motorblok van de BMW K 1200 RS
Naast de productie van motorfietsen maakte Krauser ook koffersets. 

## Krauser L4
In 1985 bracht het team van Krauser een eigen 500cc-tweetaktmotor voor de zijspanklasse. Het tot dan gebruikte blok van de Yamaha TZ 500, een viercilinderlijnmotor, was heel geschikt voor de zijspannen, maar het werd al jaren niet meer gebouwd. Hoewel technici en tuners met handen en voeten probeerden om deze motorblokken zo lang mogelijk te behouden, moest men onder ogen zien dat een alternatief nodig was. Van de fabrikanten viel dat niet te verwachten vanwege de zeer kleine markt. Mike Krauser wilde zijn L4-blok in 1985 laten debuteren en daarna als productieblok te koop aanbieden.
Het blok was nog steeds gebaseerd op de Yamaha TZ 500, maar met grote aanpassingen. Zo zat zowel het in- als het uitlaatgedeelte aan de voorkant van het cilinderblok en had het een magnesium-carter. De boring bedroeg 56 mm, de slag 50,7 mm en de cilinderinhoud 499,5 cc. Er waren membraaninlaten toegepast, vier 36mm-Dell'Orto-carburateurs en elektronische ontsteking. Het vermogen bedroeg 140 pk bij 12.000 tpm. Aanvankelijk werd de motor, die al minder sterk was dan een Yamaha, ook nog geplaagd door technische problemen. Rolf Biland bouwde hem in 1985 al meer richting de originele Yamaha, o.a. door cilinders van Hans-Jürgen Hümmel te gebruiken. In 1986 huurde hij zelfs de Japanse monteur/tuner Jochan Matsumoto in om de motor helemaal om te bouwen, nog meer richting de "oude" Yamaha. 
De Krauser L4 werd als inbouwmotor voor zijspanracers toch heel succesvol. Van 1987 tot en met 1994 reden alle kampioenen in de zijspanklasse met dit motorblok, en daarna werd het succes voortgezet door Swissauto, die de Krauser L4 doorontwikkelde en zelfs in de 500cc-soloklasse inzette.
| Krauser Domani |